# Clemente Grosso della Rovere
Clemente Grosso della Rovere OFMConv (ur. ok. 1462 w Savonie, zm. 18 sierpnia 1504 w Rzymie) – włoski kardynał.

## Życiorys
Urodził się około 1462 roku w Savonie, jako syn Antonia Grossa i Marii Basso della Rovere (jego bratem był Leonardo Grosso della Rovere). W młodości wstąpił do franciszkanów konwentualnych i został referendarzem Najwyższego Trybunału Sygnatury Apostolskiej. 27 października 1483 roku został wybrany biskupem Mende. W 1495 roku został wicelegatem w Awinionie. Sześć lat później, ze względów zdrowotnych, chciał zrezygnować z funkcji, jednak mieszkańcy miasta sprzeciwili się tej decyzji i wysłali delegację do kardynała, mającą nakłonić go do zmiany zdania. Mimo tego Clemente della Rovere opuścił Awinion w 1502 roku. 29 listopada 1503 roku został kreowany kardynałem prezbiterem i otrzymał kościół tytularny SS. XII Apostoli. Z uwagi na stan zdrowia, rok później przeszedł na emeryturę. Zmarł 18 sierpnia 1504 roku w Rzymie.